# Лютомисл
Лютоми́сл — виконавець музики у стилі блек-метал. Музичний проєкт створений під назвою Profane Solitude у 2001 році, у 2002-му змінив назву на сучасну.
Деякі альбоми музикант записував не самостійно, як-от сесійним ударником Profane Solitude, а також Лютомислу на альбомі «De Profundis» був Юрій Синицький (Definition Sane, All Dies, Blood of Kingu, Violent Omen, сесійно також в Lucifugum, Drudkh), а на альбомі «Decadence» — Amorth (Astrofaes, Drudkh, Underdark, Thunderkraft, Святогор, сесійно також в Lucifugum).

Лютомисл також в 2003—2004 роках брав участь у запису альбомів Lucifugum «…назад к Порубанным Корням» і «Социопат: Философия Цинизма» як автор музики, вокаліст, гітарист та бас-гітарист.

## Дискографія
| Назва                 | Переклад                | Тип                                 | Рік  |
| --------------------- | ----------------------- | ----------------------------------- | ---- |
| Пробуждение…          | Пробудження…            | демо Profane Solitude               | 2001 |
| Пустота               | Пустота                 | Повноцінний альбом Profane Solitude | 2002 |
| Вызов                 | Виклик                  | Повноцінний альбом                  | 2002 |
| Зима людства          |                         | Повноцінний альбом                  | 2003 |
| I(')MQUI(nt)ESs/cENCE |                         | Повноцінний альбом                  | 2004 |
| Decadence             | Занепад                 | Повноцінний альбом                  | 2005 |
| Пробуждение в пустоте | Пробудження в порожнечі | Компіляція Profane Solitude         | 2005 |
| Catharsis             | Катарсис                | Повноцінний альбом                  | 2006 |
| De Profundis          | З глибин                | Повноцінний альбом                  | 2007 |
| Lutomysl              | Лютомисл                | Повноцінний альбом                  | 2010 |
| Превозмогая Вавилон   | Перемагаючи Вавилон     | Повноцінний альбом                  | 2012 |
| Ecce Homo             | Ось людина              | Повноцінний альбом                  | 2018 |